# Білово
Біло́во (рос. Белово) — місто, центр Біловського міського округу Кемеровської області, Росія.

## Географія
Місто розташовано на річці Бачат, притоці Іні (басейн Обі). Є залізнична станція.

## Населення
Населення — 76764 особи (2010; 82425 у 2002).

## Промисловість
Бєлово — один з великих промислових центрів Кузбасу. Кольорова металургія, металообробка та вугледобування. Заводи: цинковий, «Кузбасрадіо», ливарно-механічний. Підприємства будівельних матеріалів та по обслуговуванню залізничного транспорту.

## Відомі люди
Уродженцем міста є Жеребцов Володимир Володимирович (1976—2014) — солдат Збройних сил України, учасник російсько-української війни.